# Subdivisões da República Democrática do Congo
A República Democrática do Congo é basicamente subdividida em províncias. Cada província tem um governador. Até o ano de 2006, havia onze províncias. Com a aprovação da Constituição, no mesmo ano, foi definido que, num prazo máximo de 36 meses, fossem instituídas novas províncias, totalizando 25 províncias e Quinxassa, cidade com status de província.

## Organização Territorial na República Democrática do Congo
A hierarquia administrativa da subdivisão política na República Democrática do Congo é a seguinte:
- Província (anteriormente "Região")
  - Mairies (em Áreas Urbanas)
    - Cidades
      - Comuna ou Agrupamento incorporado (anteriormente "Zona Urbana" (área urbana))
        - Quartier (bairros)

  - Territoriale (em Áreas Rurais)
    - Distrito (anteriormente "Sub-região")
      - Territoire (anteriormente "zona rural")
        - Cité (Vila)
          - Quartier (bairros)

        - Chefferie (Chiefdom antigamente "Collectivité chefferie") ou Setor
          - Groupement (Agrupamento)
            - Village

- A província é dirigida por um governador.
- A comuna é dirigida por um Bourgmestre (prefeito).
- O território é liderado por Administrador de Território. O território é geralmente nomeado após a sua principal vila.
- A cidade é dirigida por um prefeito.
- O distrito é liderada por Distrito Comissário.

### Especificação
- A cidade de Quinxassa é tanto uma província e uma cidade. Assim, não é dividida em cidades e territórios (excepto para a administração interna da polícia), e não tem nenhum prefeito. O governador também atende a posição do prefeito. A parte rural de Quinxassa está englobada pelas comunas de Maluku e, parcialmente, Nsele;
- As províncias resultantes da divisão da antiga província Quivu, ou seja, Maniema, Quivu do Norte e Quivu do Sul, não possuíram territórios até 2015;
- Alguns territórios não estavam sob a jurisdição direta de uma província, mas de uma cidade. No caso de Muanda, que estava sob a jurisdição da cidade de Boma;
- A cidade de Coluezi, por sua vez, se encontra sob a jurisdição do território urbano-rural de Coluezi;
- A maioria dos distritos já existentes, como o Mongala foram recriados como províncias, com o desaparecimento do sistema distrital, pela Constituição de 2006. Outros distritos, como Plateaux e Mai-Indombe foram fundidos, incluindo cidades acrescentadas.

## Entidades administrativas descentralizadas
Entre estas entidades, as seguintes foram descentralizadas: 
- a Província
- a Cidade
- o Território
- a Comuna (no caso da cidade de Quinxassa)

## Províncias

As 25 províncias da República Democrática do Congo e a capital Quinxassa

O artigo segundo da Constituição (em francês) da República Democrática do Congo de 2005, que entrou em vigor em fevereiro de 2006, define 25 novas províncias, permanecendo Quinxassa, a capital do país, com estatuto de província. Esta nova organização territorial entraria em vigor 36 meses após a promulgação da nova constituição (art.226), ou seja, fevereiro de 2009, as até 2010, não havia sido implantada de facto.
| Nº  | Província        | Capital     |
| --- | ---------------- | ----------- |
| 1.  | Quinxassa        | Quinxassa   |
| 2.  | Congo Central    | Matadi      |
| 3.  | Cuango           | Kenge       |
| 4.  | Cuílo            | Bandundu    |
| 5.  | Mai-Indombe      | Inongo      |
| 6.  | Cassai           | Chicapa     |
| 7.  | Lulua            | Kananga     |
| 8.  | Cassai Oriental  | Buchimaie   |
| 9.  | Lomami           | Kabinda     |
| 10. | Sancuru          | Lusambo     |
| 11. | Maniema          | Quindu      |
| 12. | Quivu do Sul     | Bucavu      |
| 13. | Quivu do Norte   | Goma        |
| 14. | Ituri            | Bunia       |
| 15. | Alto Uele        | Isiro       |
| 16. | Chopo            | Quissangane |
| 17. | Baixo Uele       | Buta        |
| 18. | Ubangui do Norte | Gebadolite  |
| 19. | Mongala          | Lisala      |
| 20. | Ubangui do Sul   | Gemena      |
| 21. | Equador          | Mebandaca   |
| 22. | Chuapa           | Boende      |
| 23. | Tanganhica       | Kalemie     |
| 24. | Alto Lomami      | Camina      |
| 25. | Lualaba          | Coluezi     |
| 26. | Alto Catanga     | Lubumbashi  |

### Províncias antes de 2006
Esta organização territorial vigorou ainda até fevereiro de 2009 (mas de facto ainda vigora), conforme definido na constituição promulgada em 2006.
|  | 1. Bandundu 2. Baixo-Congo 3. Equador 4. Cassai Ocidental 5. Cassai Oriental 6. Catanga 7. Quinxassa 8. Maniema 9. Quivu do Norte 10. Província Oriental 11. Quivu do Sul |